# Петковце
Петковце або Петківці (словац. Petkovce) — село в Словаччині, Врановському окрузі Пряшівського краю. Розташоване в східній частині Словаччини на межі Низьких Бескидів з Поздішвською височиною на схід від долини Теплої.
Уперше згадується у 1363 році.
У селі є греко-католицька церква святих Кузьми і Дем'яна (1700) в стилі бароко, з 1963 року національна культурна пам'ятка.

## Населення
| Рік:            | 1994. | 2004.   | 2014. | 2024.   |
| --------------- | ----- | ------- | ----- | ------- |
| Кількість осіб: | 148   | 147     | 147   | 133     |
| Різниця:        |       | -0,67 % | +0 %  | -9,52 % |

| Рік:            | 2023. | 2024.   |
| --------------- | ----- | ------- |
| Кількість осіб: | 135   | 133     |
| Різниця:        |       | -1,48 % |

У селі проживає 149 осіб.
Національний склад населення (за даними перепису 2001 року):
- словаки — 100,0 %.

Склад населення за приналежністю до релігії станом на 2001 рік:
- греко-католики — 74,48 %,
- римо-католики — 24,14 %,
- протестанти — 1,38 %.